# Rättvik
Rättvik – miejscowość (tätort) w Szwecji, w regionie administracyjnym (län) Dalarna, w gminie Rättvik.
Według danych Szwedzkiego Urzędu Statystycznego liczba ludności wyniosła: 5160 (31 grudnia 2015), 5195 (31 grudnia 2018) i 5280 (31 grudnia 2019).